# Cryptographis nigricilialis
Cryptographis nigricilialis là một loài bướm đêm trong họ Crambidae.